# وزارت امور خارجه (کویت)
وزارت امور خارجه (انگلیسی: Ministry of Foreign Affairs) یکی از سازمان‌های دولتی کویت است که جزئی از کابینه این کشور محسوب می‌شود. وزیر فعلی این وزارتخانه عبدالله علی الیحیی است.
در سال ۱۹۶۱، سازمانی به نام اداره امور خارجه در کویت تأسیس شد تا روابط خارجی این کشور را سازماندهی کند که خیلی زود به عنوان وزارت امور خارجه فعالیت خود را از سر گرفت و به اولین نهاد وزارتی این کشور تبدیل شد. اولین وزیر خارجه کویت صباح سالم الصباح و پس از او صباح احمد جابر الصباح به وزارت رسید که بعدها هر دو به پادشاهی کویت رسیدند.
وزارت امور خارجه، سفیران و وابستگان نظامی را در مأموریت‌های دیپلماتیک خارجی در کشورهایی مانند ایالات متحده، روسیه، بریتانیا، آلمان، فرانسه، چین، ایتالیا و کره اعزام می‌کند.

## فهرست وزیران امور خارجه و معاونان نخست‌وزیر
| No. | نام                        | تصویر | سمت                              | دوره تصدی   | یادداشت‌ها |
| --- | -------------------------- | ----- | -------------------------------- | ----------- | --- |
| ۱   | صباح سالم الصباح           |       | وزیر امور خارجه                  | ۱۹۶۲–۱۹۶۳   | ۱۲امین حاکم و دومین امیر کویت (۱۹۶۵–۱۹۷۷) |
| ۲   | صباح احمد جابر الصباح      |       | وزیر امور خارجه و معاون نخست‌وزیر | ۱۹۶۳–۲۰۰۳   | ۱۵امین حاکم و ۵امین امیر کویت (۲۰۰۶–۲۰۲۰) |
| ۳   | محمد صباح السالم الصباح    |       | وزیر امور خارجه و معاون نخست‌وزیر | ۲۰۰۳–۲۰۱۱   | سفیر کویت در ایالات متحده آمریکا (۱۹۹۳–۲۰۰۱) |
| ۴   | صباح الخالد الصباح         |       | وزیر امور خارجه و معاون نخست‌وزیر | ۲۰۱۱–۲۰۱۹   | نماینده دائم کویت در سازمان ملل متحد (۱۹۸۳–۱۹۸۹) سفیر کویت در عربستان سعودی (1995–1998) ۹امین نخست‌وزیر کویت (۲۰۱۹–۲۰۲۲) |
| ۵   | احمد ناصر المحمد الصباح    |       | وزیر امور خارجه                  | ۲۰۱۹–۲۰۲۲   | سفیر فوق‌العاده و تام‌الاختیار کویت در سال ۲۰۰۵ دستیار وزیر امور خارجه کویت در امور معاون اول نخست‌وزیر و دفتر وزیر امور خارجه در سال ۲۰۱۶ دستیار وزیر امور خارجه کویت در امور معاون نخست‌وزیر و دفتر وزیر امور خارجه در سال ۲۰۱۷ |
| ۶   | سالم عبدالله الجابر الصباح |       | وزیر امور خارجه                  | ۲۰۲۲–۲۰۲۴   | سفیر کویت در ایالات متحده آمریکا (۲۰۰۱–۲۰۲۲) |
| ۷   | عبدالله الیحیی             |       | وزیر امور خارجه                  | ۲۰۲۴–تاکنون | سفیر کویت در آرژانتین (۲۰۱۸–۲۰۱۹) |